# Half Dome Nunatak
Half Dome Nunatak är en nunatak i Antarktis. Den ligger i Östantarktis. Australien gör anspråk på området. Toppen på Half Dome Nunatak är 1 411 meter över havet, eller 311 meter över den omgivande terrängen. Bredden vid basen är 3,9 km.
Terrängen runt Half Dome Nunatak är kuperad åt nordost, men åt sydväst är den platt. Trakten är obefolkad. Det finns inga samhällen i närheten. 